# Phyllopsora neofoliata
Phyllopsora neofoliata är en lavart som beskrevs av Elix. Phyllopsora neofoliata ingår i släktet Phyllopsora och familjen Ramalinaceae.   Inga underarter finns listade i Catalogue of Life.